# Tossal del Piu
El Tossal del Piu és una muntanya de 866 metres que es troba al municipi de Riner, a la comarca catalana del Solsonès.